# Die Prinzessin und der Geiger
Die Prinzessin und der Geiger, auch The Blackguard, ist ein deutsch-britisches Filmdrama von Graham Cutts aus dem Jahr 1925. Er basiert auf dem von Raymond Paton verfassten Roman The Blackguard. Von filmhistorischer Bedeutung ist der Film vor allem wegen der Mitarbeit von Alfred Hitchcock in verschiedenen Funktionen vor seiner eigenen Regisseurskarriere. Hitchcock drehte auch mehrere Szenen für den Film selbst.

## Handlung
Die Prinzessin und der Geiger erzählt die Geschichte des Geigers Michael Caviol, der Karriere macht, in die adligen Kreise des zaristischen Russlands aufsteigt und sich dort in eine verheiratete Prinzessin verliebt. Er gerät in die Wirren der Russischen Revolution, wo ihn seine Vergangenheit und die Folgen seiner amourösen Verwicklungen einholen.

## Hintergrund
- Da es zu den Filmen dieser Zeit kaum verwertbare Erinnerungen oder Unterlagen gibt, gibt es zu den Umständen der Herstellung von Die Prinzessin und der Geiger nur wenige und teilweise widersprüchliche Informationen: So ist beispielsweise nicht ganz geklärt, ob Die Prinzessin und der Geiger der vierte oder der fünfte Film in Folge war, bei dem der Regisseur Graham Cutts mit Alfred Hitchcock zusammenarbeitete. Nach Hitchcocks eigenen Erinnerungen und der Darstellung in der Hitchcock-Biographie von John Russell Taylor folgte auf Die Prinzessin und der Geiger 1925 noch Seine zweite Frau. Im Gegensatz dazu datiert IMDb Seine zweite Frau auf 1924 und reiht ihn als dritten der fünf Zusammenarbeiten zwischen Cutts und Hitchcock ein; ebenso Donald Spoto in seiner Hitchcock-Biographie. Demnach wäre Die Prinzessin und der Geiger der fünfte und letzte dieser gemeinsamen Filme. Für ersteres spricht, dass Hitchcock – von Taylor in einem Gespräch mit Hitchcock auf die widersprüchlichen Angaben angesprochen – auf der ersteren Reihenfolge beharrte und sich an zusammenhängende Details der Produktion der beiden Filme erinnerte. Für die andere Darstellung spricht, dass Seine zweite Frau ebenso wie die ersten beiden Filme von Cutts und Hitchcock –  Women to Woman und The Wide Shadow –  von der Firma  Balcon-Saville-Freedman produziert wurde. 1924 jedoch hatte offenbar die Zusammenarbeit der drei Produzenten Michael Balcon, Victor Saville und John Freedman geendet und Balcon hatte die Firma  Gainsborough gegründet, die 1924 und 1925 die Filme Ehe in Gefahr (A Passionate Adventure) und Die Prinzessin und der Geiger / The Blackguard produzierte.
- Aufgrund finanzieller Probleme musste Produzent Michael Balcon für seinen Film einen Koproduzenten suchen. Er fand ihn in dem deutschen Produzenten Erich Pommer. Aus diesem Grund fanden die Dreharbeiten für Die Prinzessin und der Geiger oder The Blackguard, wie der Film in der englischsprachigen Fassung betitelt wurde, in den Studios der Ufa in Babelsberg statt.
- Die Besetzung bestand, den Umständen der Koproduktion entsprechend aus englischen und bekannten deutschen Schauspielern, die zum Teil unter anderem in Filmen namhafter Regisseure wie Fritz Lang  oder Friedrich Wilhelm Murnau mitgewirkt hatten. Der Star des Films war die amerikanische Schauspielerin Jane Novak.
- Alfred Hitchcock war bei der Produktion von Die Prinzessin und der Geiger gleichzeitig Drehbuchautor, Regieassistent, und Ausstatter. Gleichzeitig überwachte er die Dreharbeiten und war vor allem eine Art Mädchen für alles für den Regisseur Graham Cutts, der als unzuverlässig galt. Auch seine Verlobte Alma Reville war mit nach Deutschland gereist.
- Regisseur Graham Cutts war während der Dreharbeiten mit der Affäre mit einer estnischen Tänzerin beschäftigt. Alfred Hitchcock wurde nach seinen Erinnerungen von Cutts teilweise in das Management und die Bewältigung der Affäre hineingezogen. Als dieser seine Aufgaben zunehmend vernachlässigte und am Ende Hals über Kopf verschwand, musste Hitchcock nicht mehr nur nebensächliche Einstellungen selbst drehen, sondern übernahm zunehmend die Inszenierung zentralerer Szenen und drehte den Film schließlich zu Ende.
- Für Hitchcock war der einige Monate dauernde Aufenthalt in Deutschland von zentraler Bedeutung für seine weitere Laufbahn: Er lernte leidlich deutsch, besuchte Theatervorstellungen und lernte von ihnen; vor allem aber verbrachte er seine Zeit während der Dreharbeiten so oft es ging mit der Beobachtung von Dreharbeiten, war der deutsche Film zur Stummfilmzeit doch weltweit mit führend. Speziell die Betonung des Visuellen in expressionistischen deutschen Stummfilmen beeindruckte Hitchcock und beeinflusste sein späteres Filmschaffen. Vor allem beobachtete er die Dreharbeiten zum Stummfilm Der letzte Mann  und lernte dessen Regisseur Friedrich Wilhelm Murnau kennen. Der letzte Mann ein Stummfilm, der mit einem einzigen Zwischentitel auskam, war ein Paradebeispiel für jenes visuelle Denken, das für Hitchcock selbst so zentral werden sollte: Murnau verwendete Spezialeffekte, um Träume zu illustrieren, richtete die Dekoration ganz nach dem Filmbild aus, verwendete in diesem Film beispielsweise die so genannte entfesselte Kamera, die das Filmbild in Bewegung brachte, die Möglichkeiten der Raumerschließung erweiterte (und den Film damit revolutionierte), und lehrte Hitchcock so, filmisch zu denken.
- Im Verlauf des letzten der fünf gemeinsamen Filme wurde das Verhältnis zwischen Hitchcock und Graham Cutts schlechter. Cutts und andere Mitarbeiter hatten das Gefühl, dass Hitchcock sich zu sehr in den Vordergrund drängte, Hitchcock den Eindruck, dass hinter seinem Rücken gegen ihn intrigiert wurde. So weigerte Cutts sich schließlich, weiter mit Hitchcock zusammenzuarbeiten und Die Prinzessin und der Geiger markiert (wahrscheinlich) den Schlusspunkt seiner Lehrjahre und den Anfangspunkt von Hitchcocks Karriere als Regisseur. Er hatte bei Cutts' Filmen zunehmend zentrale Funktionen übernommen und so übertrug ihm der Produzent Michael Balcon nach seiner Entlassung die Regie für einen eigenen Film. Dieser Film war Irrgarten der Leidenschaft (The Pleasure Garden).
- Wie häufig arbeitete Hitchcock mit Schauspielern, die auch in anderen seiner Filme auftauchten:  Jane Novak spielte fünfzehn Jahre nach  Die Prinzessin und der Geiger in Der Auslandskorrespondent, Bernhard Goetzke in Hitchcocks zweitem Spielfilm Der Bergadler, Fritz Alberti in Mary, der deutschen Fassung von Mord – Sir John greift ein!.
- Das englische Wort blackguard bedeutet auf Deutsch ungefähr Lump oder gemeiner Mensch.